# Gomphocythere problematica
Gomphocythere problematica är en kräftdjursart som först beskrevs av Brehm 1932.  Gomphocythere problematica ingår i släktet Gomphocythere och familjen Limnocytheridae. Inga underarter finns listade i Catalogue of Life.